# Мечеть Амира Музаффархана
Мечеть Амира Музаффархана — мечеть, расположенная на  территории архитектурного комплекса Бахауддина Накшбанда, селе Касри Орифон, Когонского района Бухарской области (Узбекистан). Построена в период правления Амира Музаффар хана (1860–1885), представителя династии Мангытов, управлявшей Бухарским эмиратом. Вход в мечеть осуществляется через ворота Баб-ус-салам. Здание расположено напротив мечети Бахауддина Накшбанда.

## История
Архитектурный комплекс, построенный в XIX веке, окружен большими витражами. Во времена правления Амира Музаффара Хана он уделял внимание как религиозным, так и светским делам. Амир Музаффар Хан оставил завещание своему сыну Амиру Абдулахад Хану: «Я завещаю тебе всегда быть благочестивым и праведным. Следуй заповедям исламского закона и сунне Посланника Аллаха, мир ему. Все мы когда-нибудь уйдём из этого бренного мира в мир иной». Снаружи мечеть имеет крыльцо, состоящее из 5 колонн. В мечети были развешаны большие подсвечники, фонари и страусиные яйца. Кроме того, они вращались на крыльце мечети под действием ветра. Снаружи здание состоит из застекленных окон и 2 дверей. Внутри мечеть имеет колонны и михраб в центре. Но в 1940—1950 гг. они были снесены. Об этом свидетельствуют архивные фотографии. В годы независимости Узбекистана (в 1991 г.) мечеть Амир Музаффархан была отреставрирована строителями под руководством бухарских архитекторов Ахмеда Бобоматова и Очиля Бобомуродова. В обновлении интерьера мечети принимали участие Гайбулла Баротов, Мубин Моминов, Наим Шарипов, Максуд Моминов, Шавкат Моминов, Шакир Моминов. Мечеть построена в стиле среднеазиатской архитектуры. При строительстве мечети Амир Музаффархан использовались кирпич, дерево, камень и бетон.